# Куяровське
Куя́ровське (рос. Куяровское) — село у складі Талицького міського округу Свердловської області.
Населення — 202 особи (2010, 315 у 2002).
Національний склад станом на 2002 рік: росіяни — 90 %.